# アーチボルド・キャンベル (第9代アーガイル伯爵)

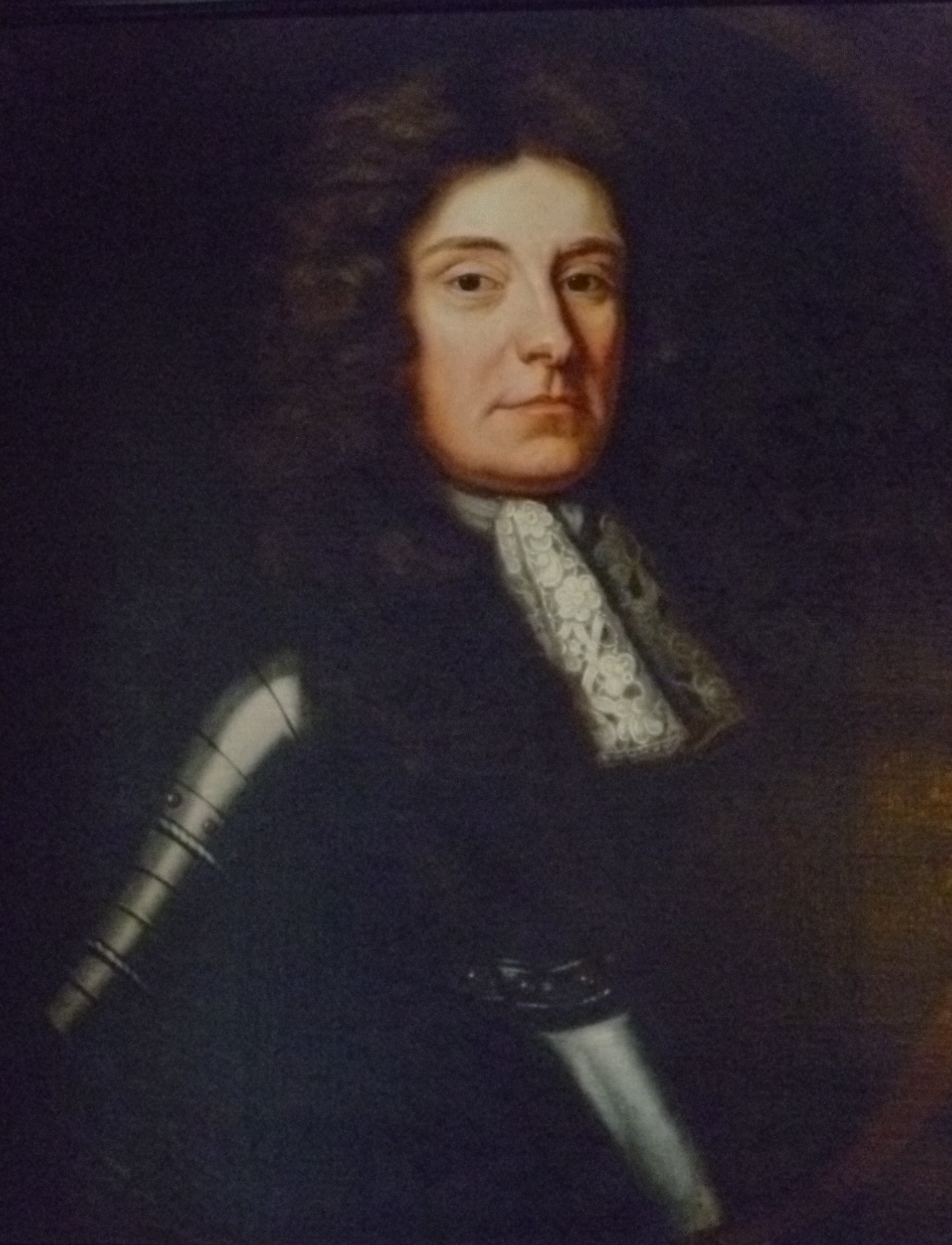
第9代アーガイル伯爵アーチボルド・キャンベル

第9代アーガイル伯爵アーチボルド・キャンベル（Archibald Campbell, 9th Earl of Argyll PC FRS, 1629年 - 1685年6月30日）は、清教徒革命（イングランド内戦）から王政復古期のスコットランドの貴族。第8代アーガイル伯爵（初代アーガイル侯爵）アーチボルド・キャンベルとモートン伯爵ウィリアム・ダグラスの娘マーガレット・ダグラスの長男。

## 生涯
清教徒革命で父と共に王党派に属して議会派と戦い、1650年にスコットランド王に即位したチャールズ2世を擁立して第三次イングランド内戦でダンバーの戦いと翌1651年のウスターの戦いに参戦、オリバー・クロムウェル率いるイングランド共和国軍と戦った。戦後反乱策謀の容疑で1657年に投獄され1660年に解放、翌1661年に父が革命での行動を咎められ反逆罪で処刑され侯爵位を没収、それに連座して再び投獄されたが、王政復古でイングランド王・スコットランド王に即位したチャールズ2世からは1663年に改めて新設の形でアーガイル伯爵位を授与された。同年に王立協会フェローに選ばれている。
しかし、チャールズ2世の弟でスコットランドに赴任したヨーク公ジェームズ（後のジェームズ2世）から宗教問題で対立して疎まれたため1681年に死刑判決を受けオランダへ亡命、チャールズ2世の庶子のモンマス公ジェームズ・スコットと結託してチャールズ2世の死後即位したジェームズ2世に反乱を起こすため1685年5月にオランダからスコットランドへ上陸した。しかし準備不足のため戦う前から軍は分裂、6月に捕らえられエディンバラで処刑された。モンマスもイングランドに上陸したが国王軍に早期鎮圧され、7月に同じく処刑された（モンマスの反乱）。
反乱により爵位と領土は没収されたが、1650年に結婚したマリ伯爵ジェームズ・ステュアートの娘メアリーとの間に生まれた息子のアーチボルド・キャンベルは復権に尽力、1689年にウィリアム3世から爵位と領地を返上され、1701年に公爵への昇格も果たした。

## 子女
メアリーとの間に7人の子を儲けた。
- メアリー（1657年7月17日[6] - ?）
- アン（1658年頃 - 1734年9月18日） - 1678年7月1日、第4代ローダーデイル伯爵リチャード・メイトランドと結婚、子供あり。その後、第6代マリ伯爵チャールズ・ステュアートと再婚、子供なし[6]
- アーチボルド（1658年 - 1703年9月28日） - 第10代アーガイル伯爵、初代アーガイル公爵[6]
- ジョン（英語版）（1660年頃 - 1729年4月9日） - スコットランド王国議会議員、グレートブリテン庶民院議員。1692年、エリザベス・エルフィンストン（Elizabeth Elphinstone、1758年没、第8代エルフィンストン卿ジョン・エルフィンストンの娘）と結婚、子供あり。第4代アーガイル公爵ジョン・キャンベル（英語版）の父[7]
- チャールズ（英語版）（1707年以降没） - スコットランド王国議会議員。おそらく1678年にソフィア・リンジー（Sophia Lindsay、初代バルカレス伯爵アレグザンダー・リンジーの娘）と結婚[6]
- ジェームズ（英語版）（1660年頃 - 1713年1月?） - スコットランド王国議会議員、グレートブリテン庶民院議員。1690年11月10日、メアリー・ウォートン（Mary Wharton、フィリップ・ウォートンの娘）と結婚したが、同年12月20日に議会法案の可決を経て結婚を解消した。1694年、マーガレット・レズリー（Margaret Leslie、1755年4月19日没、初代ニューアーク卿デイヴィッド・レズリーの娘）と結婚、子供あり[6][8]
- ジーン（Jean、1712年7月31日没） - 1685年6月30日、第2代ロジアン侯爵ウィリアム・カーと結婚、子供あり[9]